# Liste der Biografien/Pert
Liste der Biografien |
Portal Biografien |
Personensuche
# |
A |
B |
C |
D |
E |
F |
G |
H |
I |
J |
K |
L |
M |
N |
O |
P |
Q |
R |
S |
T |
U |
V |
W |
X |
Y |
Z |
?
 
Pa |
Pc |
Pe |
Pf |
Ph |
Pi |
Pj |
Pk |
Pl |
Pm |
Pn |
Po |
Pr |
Ps |
Pt |
Pu |
Pv |
Pw |
Py
 
Pea |
Peb |
Pec |
Ped |
Pee |
Pef |
Peg |
Peh |
Pei |
Pej |
Pek |
Pel |
Pem |
Pen |
Peo |
Pep |
Peq |
Per |
Pes |
Pet |
Peu |
Pev |
Pew |
Pex |
Pey |
Pez
 
Pera |
Perb |
Perc |
Perd |
Pere |
Perf |
Perg |
Perh |
Peri |
Perj |
Perk |
Perl |
Perm |
Pern |
Pero |
Perp |
Perq |
Perr |
Pers |
Pert |
Peru |
Perv |
Perw |
Pery |
Perz
Die Liste der Biografien führt alle Personen auf, die in der deutschsprachigen Wikipedia einen Artikel haben. Dieses ist eine Teilliste mit 86 Einträgen von Personen, deren Namen mit den Buchstaben „Pert“ beginnt.

## Pert
- Pert, Candace (1946–2013), US-amerikanische Neurowissenschaftlerin und Pharmakologin
- Pert, Morris (1947–2010), britischer Komponist und Schlagzeuger
- Pert, Nicholas (* 1981), englischer Schachspieler

### Perta
- Pertachija, Marika Awtandilowna (* 1992), russische Freestyle-Skisportlerin

### Perte
- Pertel, Boris (* 1888), russischer Sportschütze
- Pertelson, Indrek (* 1971), sowjetischer bzw. estnischer Judoka
- Perten, Hanns Anselm (1917–1985), deutscher Schauspieler, Regisseur und Theaterintendant
- Perterer, Josef (1902–1962), österreichischer Freiwilliger im Spanischen Bürgerkrieg
- Perterer, Lisa (* 1991), österreichische TriathletinLisa Perterer (* 1991)

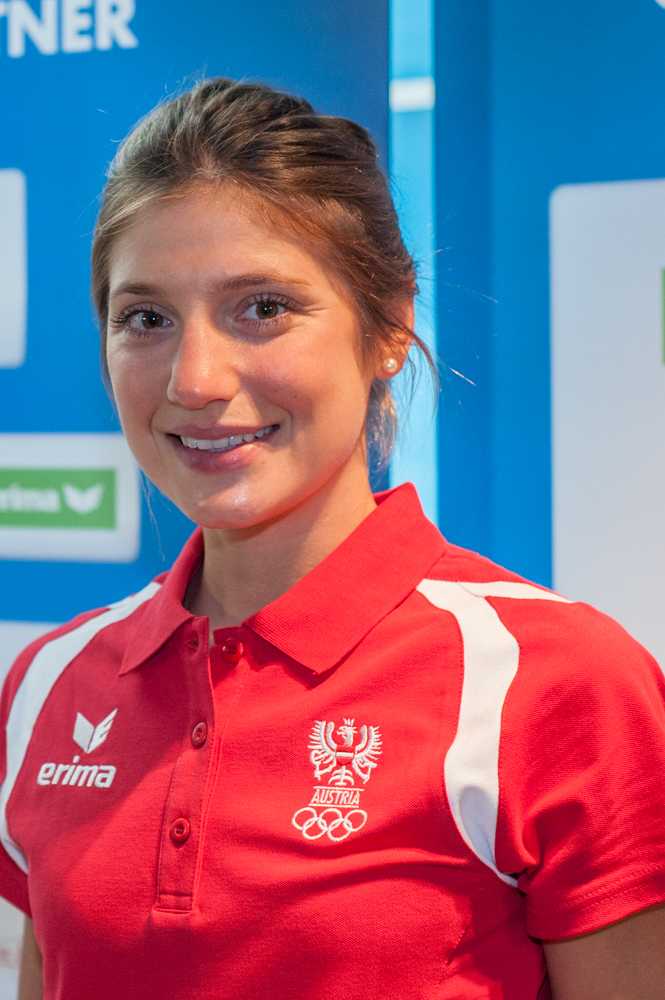
Lisa Perterer (* 1991)

- Perterer, Manfred (* 1960), österreichischer Journalist, Chefredakteur der Salzburger Nachrichten
- Pertevniyal Sultan (1812–1883), zweite Ehefrau von Sultan Mahmud II.

### Perth
- Perth, Matthias Franz (1788–1856), österreichischer Beamter und Schriftsteller
- Perthaler, Caroline (1810–1873), österreichische Pianistin und Klavierlehrerin
- Perthaler, Christian (* 1968), österreichischer Eishockeyspieler
- Perthaler, Johann (1816–1862), österreichischer Jurist und Politiker
- Perthame, Benoît (* 1959), französischer Mathematiker
- Perthel, Hans-Martin (1919–1975), deutscher Maler, Bühnenbildner und Ausstattungsleiter
- Perthel, Timo (* 1989), deutscher FußballspielerTimo Perthel (* 1989)

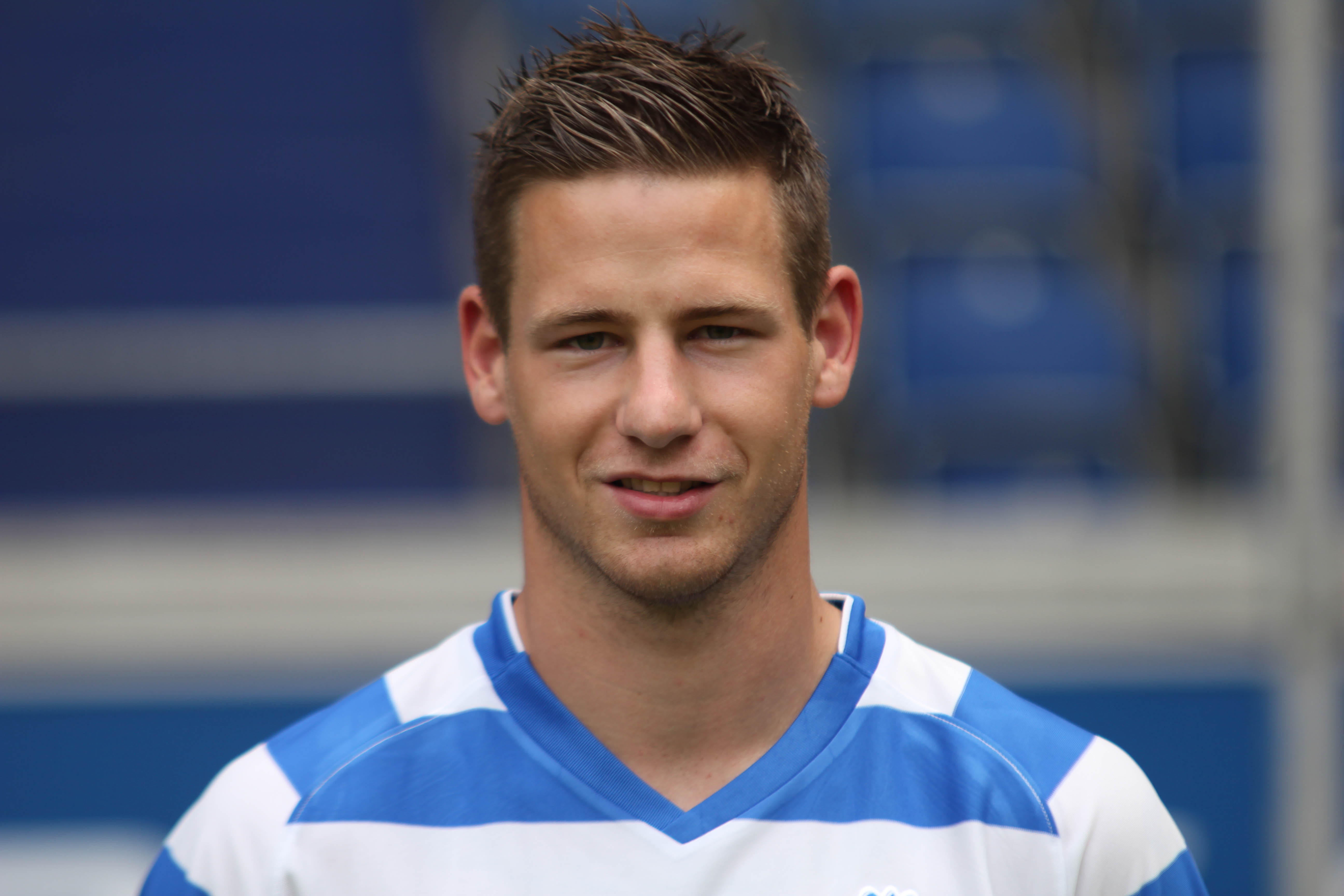
Timo Perthel (* 1989)

- Perthen, Anna (1875–1957), österreichisch-tschechoslowakische Politikerin
- Perthen, Christine (1948–2004), deutsche Grafikerin
- Perthen, Johannes (1906–2002), deutscher Ingenieur
- Perthen, Rudolf (1884–1941), österreichischer Architekt
- Perthes, Caroline (1774–1821), Tochter des Dichters Matthias Claudius und die Ehefrau des Sortimentsbuchhändlers Friedrich Christoph Perthes
- Perthes, Clemens Theodor (1809–1867), deutscher Rechtswissenschaftler und einer der Gründer der Inneren Mission
- Perthes, Friedrich Christoph (1772–1843), deutscher Buchhändler und Verleger
- Perthes, Friedrich Johannes (1841–1907), deutscher evangelisch-lutherischer Geistlicher und Heimatforscher
- Perthes, Friedrich Matthias (1800–1859), deutscher evangelisch-lutherischer Geistlicher und Autor
- Perthes, Gabriele (* 1948), deutsche Schwimmerin
- Perthes, Georg (1869–1927), deutscher Chirurg
- Perthes, Hermann Friedrich (1840–1883), deutscher Klassischer Philologe und Gymnasiallehrer
- Perthes, Justus (1749–1816), Gründer eines geografisch-kartografischen Verlags
- Perthes, Volker (* 1958), deutscher Politikwissenschaftler
- Perthes, Wilhelm (1793–1853), deutscher Verleger
- Perthuis, Élise de (1800–1880), französische Salonière und enge Freundin von Frédéric Chopin sowie Mäzenatin zahlreicher Künstler

### Perti
- Perti, Giacomo Antonio (1661–1756), italienischer Kirchenmusiker und Komponist
- Perti, Giovanni Niccolò (1656–1718), italienischer Stuckateur
- Perti, Lorenzo (1624–1692), italienischer Stuckateur
- Pertiet, Henning (* 1965), deutscher Blues- und Boogie-Pianist
- Pertile, Aureliano (1885–1952), italienischer Opernsänger (Tenor)
- Pertile, Ivo (* 1971), italienischer Skispringer
- Pertile, Ruggero (* 1974), italienischer Marathonläufer
- Pertile, Sandro (* 1971), italienischer Sportmanager und Skisprungfunktionär
- Pertinax († 187), Bischof von Byzantion
- Pertinax (126–193), römischer KaiserPertinax (126–193)

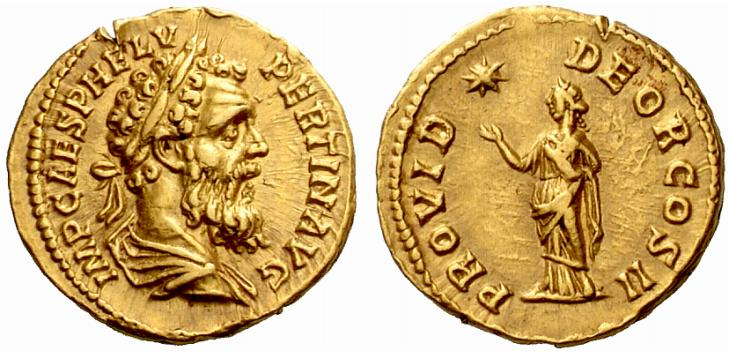
Pertinax (126–193)

- Pertinax Caesar, Sohn des römischen Kaisers Pertinax
- Pertíñez Fernández, Joaquín (* 1952), spanischer Ordensgeistlicher, römisch-katholischer Bischof von Rio Branco in Brasilien
- Perting, Hans (* 1963), italienischer Schriftsteller und Apotheker
- Pertini, Sandro (1896–1990), italienischer Politiker, Mitglied der Camera dei deputati

### Pertl
- Pertl, Adrian (* 1996), österreichischer Skirennläufer
- Pertl, Anton (* 1954), österreichischer Politiker (ÖVP), Landtagsabgeordneter in Tirol
- Pertl, Helmut (* 1969), österreichischer Musiker und Komponist
- Pertl, Lukas (* 1995), österreichischer Triathlet
- Pertl, Philip (* 1998), österreichischer Triathlet
- Pertl, Roman (* 1988), deutscher Schauspieler
- Pertl, Wilhelm († 1716), Abt des Klosters Gotteszell
- Pertl, Wolfgang Nikolaus (1667–1724), österreichischer Jurist und der Großvater von Wolfgang Amadeus Mozart
- Pertlwieser, Manfred (1935–2015), österreichischer Prähistoriker und Graphiker
- Pertlwieser, Niklas (* 2003), österreichischer Fußballspieler

### Pertm
- Pertmayr, Ingeborg (1947–2010), österreichische Wasserspringerin

### Perto
- Pertofsky, Adam, US-amerikanischer Filmregisseur und Filmeditor

### Pertr
- Pertramer, Elfie (1924–2011), deutsche Bühnen- und Filmschauspielerin
- Pertramer, Ingo (* 1975), österreichischer FotografIngo Pertramer (* 1975)

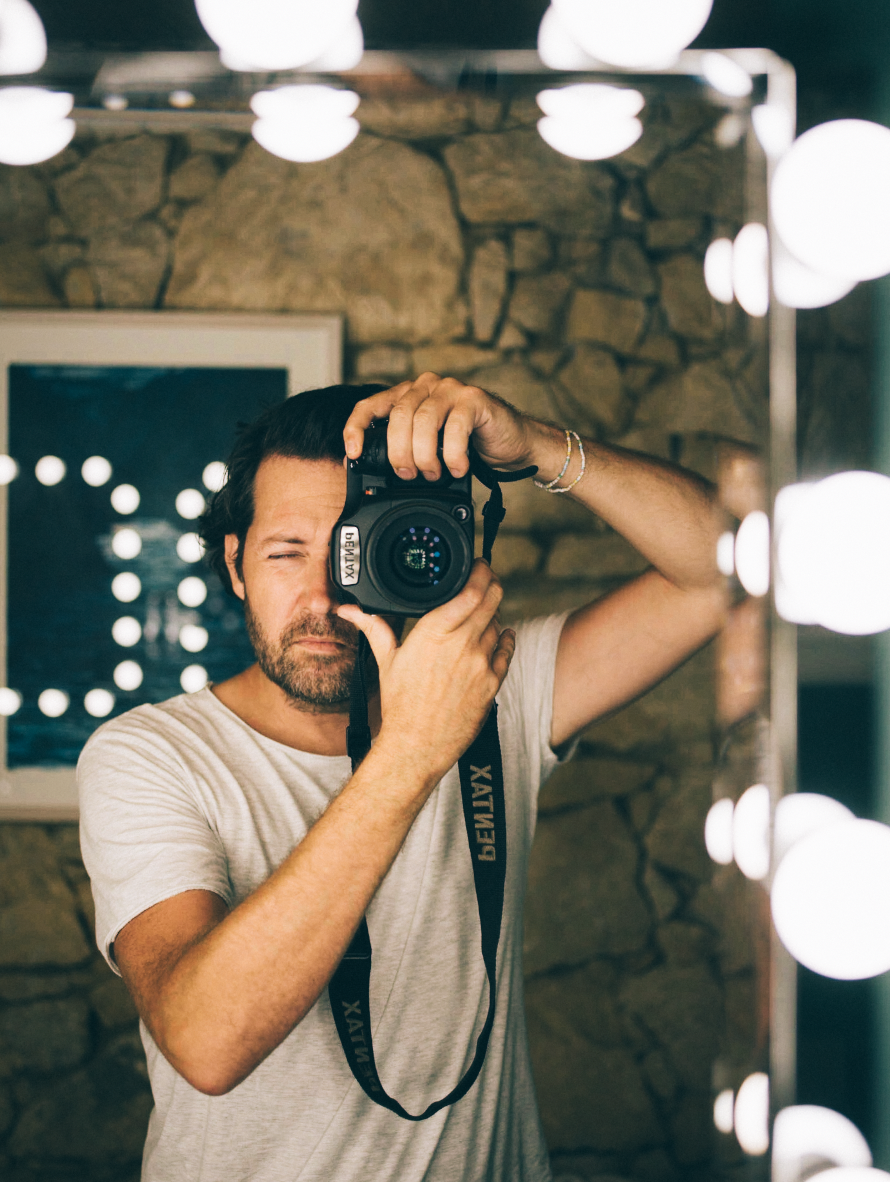
Ingo Pertramer (* 1975)

- Pertramer, Moritz (* 1987), deutscher Synchronsprecher

### Perts
- Pertsch, Dietmar (1929–2022), deutscher Autor, Literaturwissenschaftler, Mediendidaktiker und Seminardirektor
- Pertsch, Johann Georg (1694–1754), deutscher Jurist und Hochschullehrer
- Pertsch, Johann Heinrich (1776–1844), deutscher klassischer Philologe und lutherischer Theologe
- Pertsch, Johann Nepomuk († 1835), deutscher Architekt und Maler in der Zeit des Klassizismus
- Pertsch, Matteo († 1834), italienischer Architekt des Klassizismus
- Pertsch, Wilhelm (1832–1899), deutscher Bibliothekar und Orientalist

### Pertt
- Perttunen, Väinö (1906–1984), finnischer Ringer

### Pertu
- Perturbator, französischer Musiker (Electro- und Synthwave-Musik)
- Pertus, Hans-Jürgen (* 1945), deutscher Basketballspieler und -trainer
- Pertusi, Agostino (1918–1979), italienischer Klassischer Philologe, Byzantinist und Hochschullehrer
- Pertusi, Michele (* 1965), italienischer Opern- und Konzertsänger in der Stimmlage Bass
- Pertusini, Peter (* 1983), österreichischer Schauspieler
- Pertuss, Otto (1872–1935), deutscher Industriemanager und Politiker

### Pertw
- Pertwee, Jon (1919–1996), britischer Schauspieler
- Pertwee, Roger (* 1942), Pharmakologe und Hochschullehrer
- Pertwee, Sean (* 1964), englischer SchauspielerSean Pertwee (* 1964)

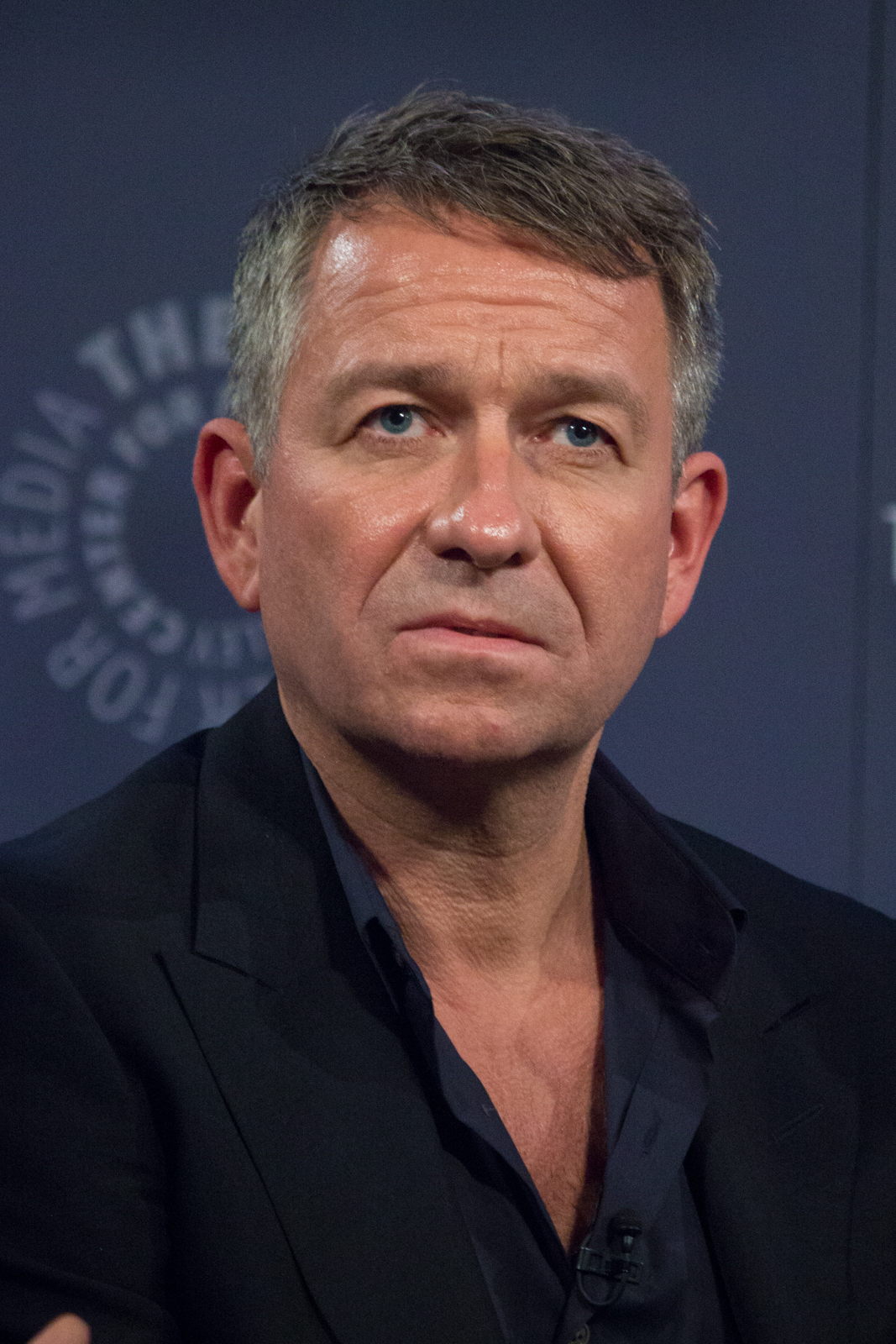
Sean Pertwee (* 1964)

### Perty
- Perty, Maximilian (1804–1884), deutscher Entomologe

### Pertz
- Pertz, Dorothea (1859–1939), britische Botanikerin
- Pertz, Georg (1830–1870), deutscher Dichter, Schriftsteller, Übersetzer und Jurist
- Pertz, Georg Heinrich (1795–1876), deutscher Historiker und Bibliothekar
- Pertz, Karl August Friedrich (1828–1881), deutscher Historiker
- Pertz, Wilhelm (1893–1965), Widerstandskämpfer, Kölner Stadtrat (SPD)
- Pertzborn, Ferdinand (1864–1909), Organist und Kirchenmusikdirektor in Bingen